# Dormance

La dormance est un terme qui regroupe toutes les formes de vie ralenties. Elle correspond à la période où, dans le cycle de vie d’un organisme, la croissance, le développement et/ou l'activité physique (chez les animaux) sont temporairement arrêtés. Cela réduit l'activité métabolique et aide donc l’organisme à conserver de l’énergie. 

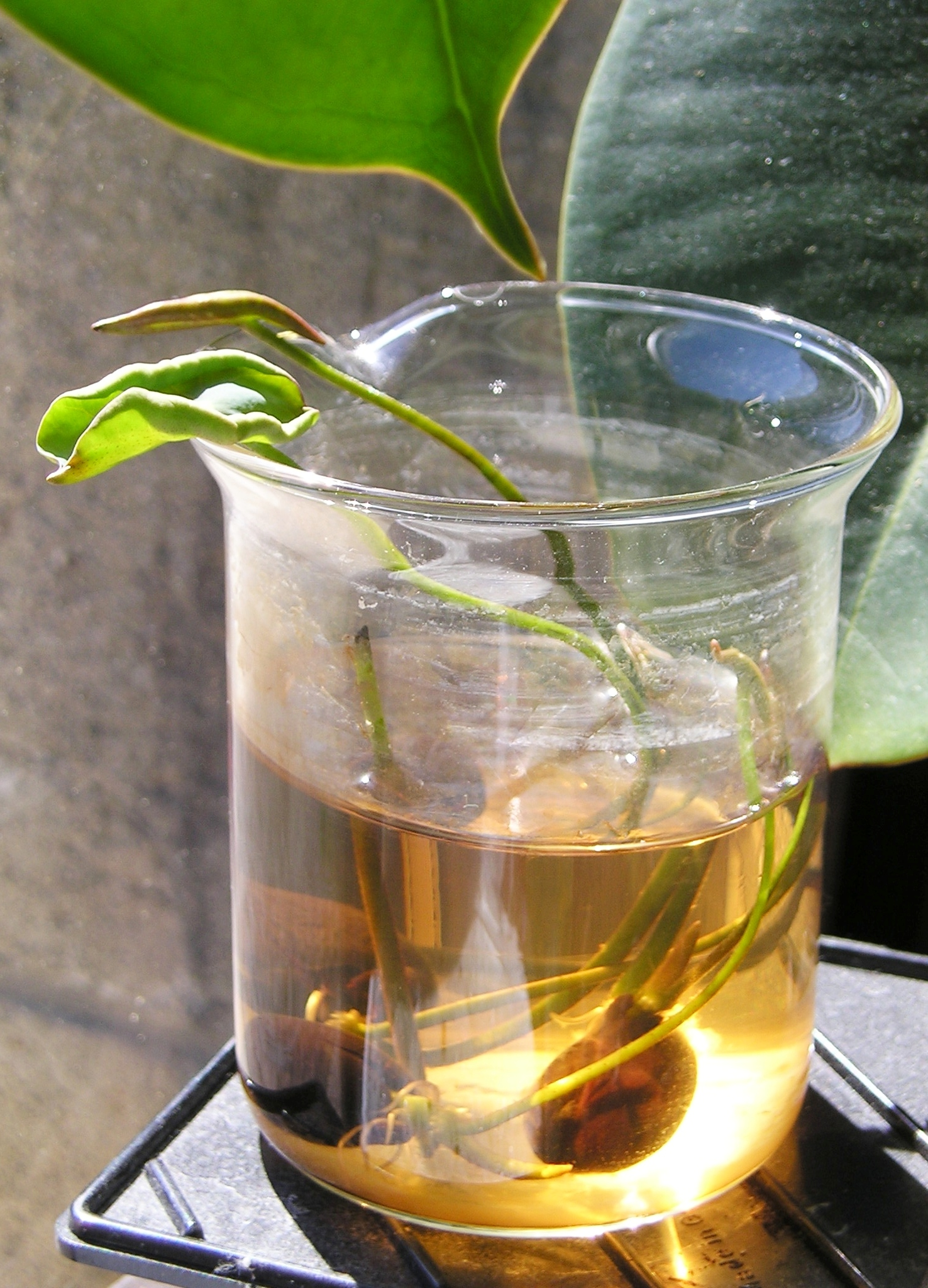
Le Lotus sacré (Nelumbo nucifera Gaertn., 1788) est une plante aquatique de la famille des Nélumbonacées. Ses graines sont caractérisées par une extraordinaire longévité en dormance. Une équipe de chercheurs de UCLA a réussi à faire germer une graine datant d'environ 1 300 ans provenant du lit asséché d'un ancien lac à Pulantien, dans la province chinoise de Liaoning. On attribue cela au péricarpe très dur et très étanche qui recouvre le fruit et qui le protège de l'humidité et des agents externes.

 Il s’agit d’une stratégie de minimisation des risques (bet-hedging en anglais) mise en place chez une vaste gamme de taxa. La dormance tend à être étroitement associée aux conditions environnementales et est caractérisée par plusieurs phases : entrée en dormance (ou initiation), dormance (ou maintien), levée de dormance (ou sortie de dormance) et post-dormance.
Les organismes peuvent synchroniser une entrée en dormance, en fonction de leur environnement, par des moyens prédictifs ou indirects.
- La dormance prédictive (dite dormance innée ou primaire) se produit lorsque les organismes entrent dans une phase de dormance avant l'apparition de conditions défavorables. Il s'agit d'un mécanisme codé génétiquement. Par exemple, la photopériode et la diminution de température sont utilisées par de nombreuses plantes pour prédire l'arrivée de l'hiver[2]. La dormance prédictive des insectes est couramment appelée diapause.
- La dormance conséquentielle (dite dormance secondaire) se produit lorsque les organismes entrent dans une phase de dormance à la suite de conditions défavorables. Ceci est communément trouvé dans les zones à climat aléatoire. Bien que des changements très brusques de conditions peuvent entraîner une forte mortalité chez les animaux qui s’appuient sur la dormance conséquentielle, son utilisation peut être avantageuse car les organismes restent actifs plus longtemps et sont donc en mesure de mieux utiliser les ressources disponibles[3]. La quiescence déclenchée directement par un facteur du milieu, souvent la sécheresse (estivation) ou le froid (hibernation), est considérée comme une stratégie de dormance conséquentielle[4].

## La mise en évidence historique
Le terme de dormance, dans la langue française, semble être apparu au début du XXe siècle et son utilisation concernait avant tout le règne végétal.
En 1970, Stephenson a formulé l'hypothèse selon laquelle la dormance est aussi répandue chez les micro-organismes et qu'elle permet à ces derniers de lutter contre des conditions environnementales rudes. Il a aussi suggéré que la dormance soit responsable des abondances stables et des activités de communautés microbiennes aquatiques. En 1995, Hilhorst énonce la dormance comme un arrêt de la germination quand les conditions environnementales sont moins bonnes que les conditions idéales de vie. En 2002, Krock démontre la présence de la dormance secondaire ou conséquentielle chez Nicotiana attenuata (en) (plante dicotylédone de la famille des Solanacées). En 2005, Baskin propose une définition plus précise de la dormance : une graine dormante n’a pas les capacités de germer tant que les facteurs abiotiques sont en dessous du seuil favorable à la germination. De nos jours, dans les dictionnaires courants, le terme de dormance possède un sens assez large puisqu'il désigne tout repos ou arrêt momentané d'activité d'un organisme.

## Stades successifs
La dormance se manifeste par trois stades successifs : entrée en dormance (ou initiation), dormance (ou maintien), levée de dormance (ou sortie de dormance). Les biologistes distinguent parfois la post-dormance (diminution lente de la dormance).

### Initiation
L'entrée en dormance dépend principalement des conditions environnementales (diminution des ressources alimentaires, modification des températures, photopériodisme, etc.). Les organismes concernés sont capables de détecter des fluctuations de facteurs abiotiques tels que la lumière, la pression osmotique ou encore le pH. D'une manière générale, que ce soit dans le cas d'une dormance prédictive ou d'une dormance conséquentielle, l'information sur l'environnement va provoquer une réponse cellulaire entraînant des changements dans l'expression des gènes et des synthèses protéiques. Certains bacilles, comme Bacillus subtilis, sont capables de résister à des conditions de température très élevées. Pour cela, ils vont créer ce que l'on appelle un endospore. L'endospore se développe à partir de divisions cellulaires successives, de la réplication du chromosome bactérien et de l'invagination de la membrane bactérienne. Pour de nombreux organismes, l'entrée en dormance représente donc un coût énergétique : ceux-ci doivent utiliser certaines ressources pour la formation de structures « de repos », ainsi que pour la machinerie nécessaire à la transition stade dormant/stade non-dormant.
Il existerait donc un compromis (trade-off en anglais) entre l'investissement énergique, le degré de résistance environnementale et la réactivité à entrer en phase de dormance face aux changements de l'environnement.

### Maintien
Pour que les organismes puissent rester en état de dormance, il convient de limiter au maximum les dépenses énergétiques. De ce fait, il y a généralement réduction massive de la synthèse d’ARN ribosomiques et d'ARN messagers, augmentation de la dégradation des protéines, ainsi que de nombreux ajustements métaboliques. Les dormants peuvent aussi maintenir leur état en consommant des réserves endogènes telles que le glycogène, des polyphosphates, ou encore des polyhydroxyalkanoates. Chez de nombreuses plantes, la germination des graines n'est pas immédiate et nécessite le passage par une période de dormance. La germination est ainsi inhibée par divers mécanismes. Le maintien de la dormance peut alors être lié à la présence d'inhibiteurs, de protéines photosensibles, ou encore de systèmes mécaniques tels que l'imperméabilité des enveloppes à l'eau ou à l'oxygène.

### Sortie

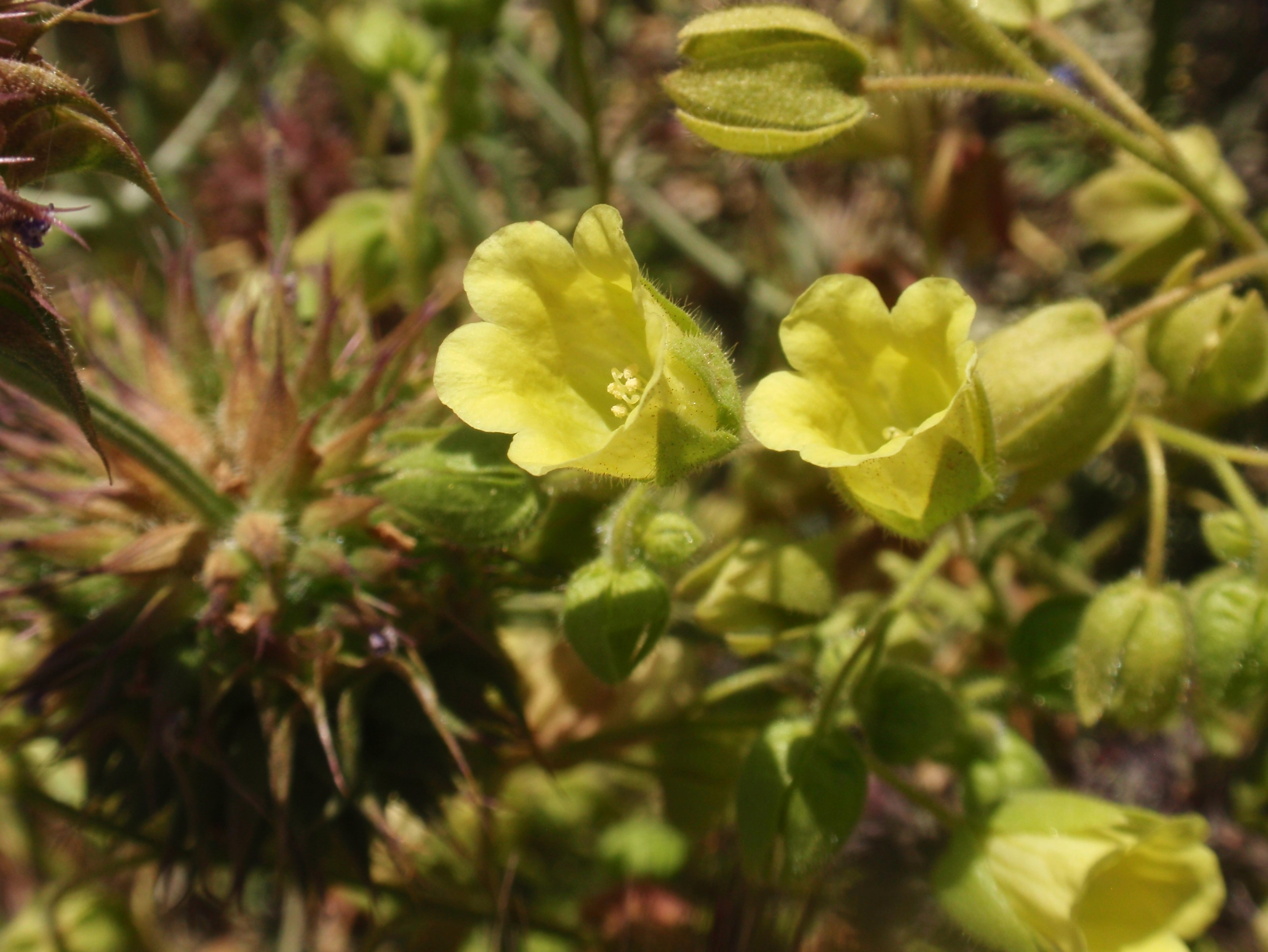
Emmenanthe penduliflora, plante dont les graines sortent de dormance après les incendies des maquis californiens. Ici le stimulus n'est pas la chaleur, mais les oxydes d'azote émis avec les fumées ou Durant la nitrification biogénique post-incendie

Surtout dans les milieux extrêmes, ou saisonnièrement très marqués, la dormance ne peut être une stratégie adaptative que si un stimulus permet à la graine de passer de l'état « dormant » à un état « non-dormant » est rendu possible à un « bon moment ». Et effectivement, souvent, la dormance cesse effectivement quand les conditions environnementales le permettent.
Pour reprendre l'exemple du bacille (Bacillus subtilis), il sort de sa dormance quand la disponibilité en substrats nutritifs, tels que des glucides ou des acides aminés, sera suffisante. Ces substrats vont alors se fixer à la surface de l'endospore, entraînant, par la suite, la reprise des activités métaboliques et enzymatiques via la sécrétion de facteurs de croissance.
Les conditions environnementales de levée de dormance d'une espèce permettent de déterminer ses caractères bioindicateurs.

Ainsi a-t-on constaté que des graines dormantes d'un chaparral (zones de maquis) de Californie germent en présence de fumée ou des vapeurs émises par le sable ou le papier exposé au feu. On a montré que ce sont les oxydes d'azote (NO2 en particulier) ainsi produits qui sont en cause : ils induisent une germination à 100 % (taux similaire à l'exposition à la fumée). Les feux de Chaparrals, de même que la nitrification biogénique post-incendie génèrent assez d'oxydes d'azote pour par exemple induire la sortie de dormance d'Emmenanthe penduliflora. Ce phénomène est différent de celui qui par la chaleur déclenche la germination de certains pins adaptés aux incendies.

## Écologie évolutive
Chez les plantes, depuis le Gingko biloba et l'apparition des gymnospermes, les ovules une fois fécondés entrent immédiatement en dormance ; elles peuvent ainsi perdurer dans le sol, sur le sol ou l'eau le temps que les conditions soient bonnes pour leur germination et parfois le temps de leur dispersion géographique. La dormance a permis de coloniser de nouvelles niches écologiques, et notamment des zones extrêmes (en moyenne trop chaudes ou trop froides, mais où des conditions acceptables pour la vie apparaissent quelques mois par an, ou certaines années. Il n'y aurait pas eu d'agriculture possible sans la dormance. Chaque espèce a ses propres conditions de levée de dormance (combinant des critères de température, pH, lumière, hydromorphie...) éventuellement après une période de vernalisation ou être passé dans le tube digestif d'un animal... ; la plupart des graines (plus de 80%) ont une dormance levée par l'exposition à la lumière 
La dormance, comme l'apparition de la graine et du fruit ont fait évoluer le monde animal.
Ces formes de vie ralentie correspondent à plusieurs stratégies de plasticité phénotypique :

### Contrer les conditions défavorables
- Contrer les stress environnementaux

Via l'évolution, un individu peut augmenter sa forme physique (fitness) en adaptant sa physiologie ou en adoptant un comportement particulier. Ceci lui permet, ainsi qu'à ses descendants, d'échapper à de mauvaises conditions dans le temps ou dans l'espace, ce qui minimise les risques de mortalité. La dormance est l'un des mécanismes adaptatif anciens ; il contribue à optimiser des traits d'histoire de vie en termes de valeur sélective. Ainsi, les variations environnementales (périodiques et/ou stochastiques), ayant une influence sur le succès reproducteur des individus, sélectionnent des stratégies adaptatives comme la dormance. Par exemple, certaines espèces végétales produisent des graines dont la dormance ne sera levée qu'après avoir une période hivernale. En effet, une graine « mature » en été, peut trouver en automne des conditions favorables à sa germination, mais alors sa plantule, si elle n'a pas l’aptitude à résister au froid, pourrait mourir. Passer l'hiver sous un état dormant permet à la graine d’augmenter ses chances de survie. Il est donc tout à fait possible de percevoir la dormance, chez les plantes, comme un véritable mode de contrôle du « calendrier de germination » des graines.
- Contrer la prédation

Chez certains animaux comme les crustacés, la production d’œufs en dormance résulte de l'activité de prédation. La fitness de ces organismes est faible lorsque la densité de prédateurs est haute et inversement : produire des œufs en dormance permet donc d'assurer un meilleur succès reproducteur.

### Qui dort, disperse...
La dormance constitue une forme de dispersion temporelle. Chez de nombreuses populations d’insectes, il est courant de constater que certains individus d’une même génération manquent plusieurs opportunités de reproduction en restant en dormance prolongée. Les stratégies de dormance prolongée sont alors considérées comme des réponses adaptatives à l’imprévisibilité de l’environnement.

### Colonisation des milieux et extension géographique
La plupart du temps, chez les végétaux, dans les milieux relativement humides, les conditions environnementales entraînent la germination immédiate sans que cela implique une réduction de la fitness. Cependant, dans des milieux plus arides ou périodiquement humides, la germination immédiate entraîne un taux de survie des graines relativement bas. Dans ces milieux, la dormance apparaît donc comme un avantage sélectif, permettant aux organismes qui la pratiquent de coloniser des milieux à première vue hostiles. Cette notion peut aussi se retrouver chez certaines espèces de graines où, en effet, pour favoriser l’extension géographique de l’espèce et la diversification du patrimoine génétique, la dispersion peut se faire grâce aux animaux (zoochorie).

### Une stratégiebet-hedging
Bien qu’étant coûteuse, la stratégie de dormance évite à tous les individus portant le même génotype de rencontrer simultanément un environnement peu propice à leur survie ou à leur reproduction. Ainsi, les êtres vivants utilisant cette stratégie de minimisation des risques (en anglais bet-hedging) "choisissent" des phénotypes au hasard, avant même d’avoir rencontré des contraintes environnementales.
De nombreuses plantes annuelles vivant sous des climats désertiques font face à des conditions de germination stochastiques : si la première pluie déclenchant la germination est suivie d’autres précipitations, les chances de survie seront bonnes, mais si la germination est suivie d’une sécheresse, la plante périra. Ainsi on observe chez certaines espèces végétales que la germination d’une partie des graines est reportée d’une ou plusieurs années. Cette plasticité maximise les chances de germer dans de bonnes conditions (en supposant qu’au moins une des années de germination sera bonne). Chez les insectes, la stratégie de minimisation des risques peut se manifester par l'expression d'une dormance prolongée des œufs ou des larves pour éviter une mort prématurée due à des gelées précoces.

### Dormance et taux de dispersion
Les fluctuations de l'environnement ne sont pas les seules causes de l'évolution de la dormance. En effet, le taux de dispersion pourrait également être impliqué.
Par exemple, chez les plantes, pour un individu produisant au moins deux types de graines différents, les graines qui sont dispersées le plus loin sont celles qui germent le plus vite. De plus, dans les petites populations, la dormance des graines peut difficilement évoluer dans un environnement constant quand le taux de dispersion n'est pas faible. Le taux optimal de dormance augmente donc quand le taux de dispersion diminue.

### LaKin-competition
La Kin-compétition est la principale force de sélection de la dormance. Dans une population où l’extinction locale est faible ou nulle, la compétition entre apparentés peut être faible même si la population est grande. Ainsi, quand la proportion d’adultes augmente, le taux de dormance diminue. L’évolution de la dormance est donc associée à la densité-dépendance. Dans le cas des graines en dormance, si l’extinction est trop fréquente, elles seront sélectionnées contre la dispersion et vont alors coloniser un espace vide qui n’aura pas de compétition. Ces graines vont germer le plus tardivement possible pour se développer au meilleur endroit. Ainsi, la sélection contre la dormance sera plus prononcée quand les variations du taux d’extinction seront grandes. Si seulement une partie des graines entre en dormance, alors il y aura une baisse relative de la compétition qui va s’étendre à toute la génération. S’il n’y a qu’une seule classe d’âge dans la descendance, la compétition sera minimisée de manière proportionnelle par rapport au nombre de graines dormantes et non dormantes.

### La dormance et ses limites
Dans certaines situations, les coûts énergétiques de la dormance sont trop importants par rapport aux coûts énergétiques liés aux adaptations morphologiques et physiologiques à mettre en place : la dormance va alors être limitée. Effectivement, une augmentation des coûts de la dormance peut entraîner une contre-sélection des individus concernés. Ainsi, généralement, la dormance prédictive est favorisée face à la dormance conséquentielle. En effet, la dormance conséquentielle a un coût plus élevé que la dormance prédictive car elle doit dépenser plus d’énergie pour lutter contre les pressions de sélection.
En zone froide et tempérée, les arbres connaissent un ralentissement de l’activité métabolique qui commence en automne et leur permet de résister au froid hivernal (au gel en particulier). Cette dormance doit être levée au printemps, et pour cela l’arbre a besoin d'avoir subi une certaine quantité de froid en automne-hiver. Une fois ce seuil atteint, les bourgeons, également en dormance doivent eux-accumuler une certaine quantité de calories, pour alors débourrer et le cas échéant fleurir.
Si l'hiver est trop chaud (ce qui se produit plus souvent à basse altitude), l'arbre n'accumule pas assez de froid. Sa dormance est alors allongée ou ne se lève pas du tout. Une étude conduite par Daphné Asse et publiée dans Nature (2015) a été conduite sur la base de données phénologiques (issues du programme Phénoclim, de sciences participatives). Elle confirme la théorie contre intuitive qui est que des automne, hiver et printemps anormalement chauds n'accélèrent pas le développement phénologique de l'arbre, mais au contraire le ralentissent. D'autres phénomènes comme la pollution lumineuse peuvent aussi jouer un rôle à retardant fortement (de plus d'un mois parfois) le jaunissement puis la chute des feuilles. Ces perturbations de la dormance et de la phénologie ont des conséquences en cascade pour les espèces qui dépendent directement ou indirectement des arbres.

## Dormance animale, végétale et bactérienne

### Dormance chez les végétaux
La dormance des végétaux est spécialement étudiée chez les arbres fruitiers. Un double mécanisme bien précis adapte leur phénologie à la saisonnalité, d'une part sur la base de la durée du jour et d'autre part sur celle du temps de refroidissement ou de réchauffement cumulé. Les deux mécanismes se chevauchent et interagissent. Elles utilisent une horloge moléculaire et une succession d'événements épigénétiques. Les gènes MADS-box sont actifs dans ces détections et dans le déclenchement de la floraison et de la dormance. L'épigénétique donne de la plasticité qui va jusqu'à la réversibilité dans le cadre d'un calendrier contraint.

### Dormance chez les bactéries
La dormance des bactéries est une nuisance en médecine, parce que leur métabolisme ralenti les protège de nombreux traitements antibiotiques. Chez Escherichia coli par exemple, la proportion de bactéries dormantes est de 0,01 % en moyenne, mais peut varier de moins de 0,001 % à plus de 1 % selon les souches et les conditions de culture.
Plusieurs molécules peuvent déclencher la mise en dormance. Le peptide HokB, par exemple, forme des paires liées (des dimères) qui s'insèrent dans la membrane sous la forme d'un pore, par lequel s'échappe l'ATP, molécule indispensable au métabolisme. De plus, il empêche aussi la production d'ATP, les antibiotiques ciblant la production d'ATP devenant ainsi inefficaces.
Le mécanisme du réveil est resté incompris jusqu'en 2019. L'enzyme Dsbc découpe les dimères de HokB en peptides simples, qui sont ensuite dégradés par la peptidase DegQ. D'autres enzymes interviennent dans le réveil, comme le complexe I, il reste donc différents mécanismes à élucider,.